# Left Field Productions
Left Field Productions fue un estudio independiente de desarrollo de videojuegos ubicado en Ventura, California, EE. UU.. Fundada en 1994 por veteranos de la industria (John Brandwood, Jeff Godfrey y Mike Lamb), Left Field es probablemente más conocida por su tiempo dedicado como desarrolladora third-party de Nintendo, durante el cual diseñaron el aclamado juego Excitebike 64 para Nintendo 64.
El 23 de abril de 1998, Nintendo anunció la compra de una participación minoritaria en Left Field Productions, permitiéndoles expandir sus operaciones y garantizar un flujo constante de contenido exclusivo de la desarrolladora.
En septiembre de 2002, después de meses de especulación, Left Field le compró su parte a Nintendo, convirtiéndose una vez más en una desarrolladora third-party totalmente independiente.

## Juegos desarrollados por Left Field Productions
- 1994 - Slam 'N' Jam (3DO, PC)
- 1995 - Slam 'N' Jam `95 (3DO)
- 1996 - Slam 'N' Jam `96 Featuring Magic & Kareem (PlayStation, Sega Saturn)
- 1998 - Kobe Bryant in NBA Courtside (Nintendo 64)
- 1999 - Disney's Beauty and the Beast: A Board Game Adventure (Game Boy Color)
- 1999 - NBA 3 on 3 featuring Kobe Bryant (Game Boy Color)
- 1999 - NBA Courtside 2: Featuring Kobe Bryant (Nintendo 64)
- 2000 - 3-D Ultra Pinball: Thrillride (Game Boy Color)
- 2000 - Disney's The Little Mermaid II: Pinball Frenzy (Game Boy Color)
- 2000 - Excitebike 64 (Nintendo 64, Nintendo iQue)
- 2002 - Backyard Football (Gamecube)
- 2002 - NBA Courtside 2002 (GameCube)
- 2004 - MTX Mototrax (PlayStation 2, Xbox, PC, Mac)
- 2005 - World Series of Poker (GameCube, PlayStation 2, PlayStation Portable, Xbox)
- 2006 - MTX Mototrax (PlayStation Portable)
- 2006 - World Series of Poker: Tournament of Champions (PlayStation 2, Xbox 360, PlayStation Portable, Wii)
- 2006 - Dave Mirra BMX Challenge (PlayStation Portable)
- 2007 - Dave Mirra BMX Challenge (Wii)
- 2007 - World Series of Poker: Battle for the Bracelets (PlayStation 3, PlayStation 2, Xbox 360, PlayStation Portable)
- 2007 - Nitrobike (Wii)

## Left Field Entertainment
Left Field Productions es a menudo confundido con Left Field Entertainment, una desarrolladora extinta de principios del decenio de 1990 que creó juegos como Relief Pitcher y Steel Talons para arcade y varias videoconsolas de cuarta generación. No se conoce ninguna relación entre las dos empresas.

## Premios
- Mejor juego de deportes extremos - MTX Mototrax (2004, Play Magazine)
- Premio de la elección de los editores de IGN - Excitebike 64 (2000, IGN)
- Premio de la elección de los editores de IGN - MTX Mototrax (2004, IGN)
- Premio de la elección de los editores de IGN - NBA Courtside 2: Featuring Kobe Bryant (1999, IGN)